# Jean Albrecht de Brandebourg-Ansbach
Jean Albrecht de Brandebourg-Ansbach (en allemand : Johann Albrecht von Brandenburg), né le 20 septembre 1499 à Ansbach, (Moyenne-Franconie) et mort le 17 mai 1550 à Halle, est un archevêque de Magdebourg et évêque d'Halberstadt.

## Biographie
Jean Albrecht de Brandebourg-Ansbach est un membre de la Maison de Hohenzollern. Il est un des dix-sept enfants du prince Frédéric Ier de Brandebourg-Ansbach, originaire de la Principauté d'Ansbach-Brandebourg. Il est le frère de Guillaume de Brandebourg-Ansbach. Il avait deux grands-pères célèbres, le prince Albert III Achille de Brandebourg et le souverain Casimir IV Jagellon.
Il a travaillé avec son cousin le cardinal Albert de Brandebourg, archevêque de Mayence et de Magdebourg ainsi qu'évêque de Halberstadt. Il devient son coadjuteur à Magdebourg.
En 1545, à la mort de son cousin cardinal, il devient archevêque de Magdebourg et évêque de Halberstadt.
Le 24 août 1548, il est amené à changer de résidence et s'installe à Moritzburg dans la région de Halle.
Jean Albrecht de Brandebourg-Ansbac s'opposa à la Réforme protestante. Il a essayé d'empêcher en vain la propagation du protestantisme dans ses évêchés. Bien que fervent catholique, Jean-Albretch a agi dans les intérêts de son frère protestant, Guillaume de Brandebourg-Ansbach comme agent auprès de la papauté et de l'Empereur. La solidarité avec son frère protestant a fortement déplu à l'Ordre Teutonique auquel appartenait Jean Albrecht. Il entra en conflit avec l'Ordre teutonique et reçut le soutien de l'archevêché de Riga.

## Source
- (en) Catholic-Hierarchy.org: Archbishop Johann Albrecht von Brandenburg